# Arthur Allemeersch
Arthur Allemeersch (Bertem, 27 juli 2001) is een Belgisch voetballer die als aanvaller speelt. Hij komt uit voor TOP Oss.

## Carrière
Allemeersch is een jeugdproduct van OH Leuven. In augustus 2019 mocht hij al eens proeven van voetbal met de A-kern in de bekerwedstrijd tegen RFC Wetteren. Op 18 oktober 2020 maakte hij zijn debuut in de Eerste klasse A, tegen RSC Anderlecht (2-2). Allemeersch kwam tot tien wedstrijden voor OHL.
Medio 2022 maakte Allemeersch de overstap naar het Nederlandse TOP Oss. Hij debuteerde op 12 augustus 2022 tegen Almere City FC (0-3). Hij kwam acht minuten voor tijd in de ploeg voor Justin Mathieu. In zijn eerste seizoen in Oss kwam Allemeersch tot 17 wedstrijden, waarin hij niet wist te scoren. Hij scoorde zijn eerste doelpunt op 6 oktober 2023, tegen ADO Den Haag (1-2). Hij begon wat vaker te scoren, waaronder twee keer tegen Jong Ajax (2-1) op 16 februari 2024. Op 18 oktober 2024 maakte hij vlak voor tijd de gelijkmaker tegen Telstar. In de seizoenen 2023/24 en 2024/25 kwam hij bijna alle wedstrijden in actie; hij scoorde 10 doelpunten in 73 duels.

## Statistieken
| Seizoen | Club                | Competitie      | Competitie | Competitie | Beker | Beker | Totaal | Totaal |
| Seizoen | Club                | Competitie      | Wed.       | Dlp.       | Wed.  | Dlp.  | Wed.   | Dlp.   |
| ------- | ------------------- | --------------- | ---------- | ---------- | ----- | ----- | ------ | ------ |
| 2019/20 | Oud-Heverlee Leuven | Eerste klasse B | 1          | 0          | 1     | 1     | 2      | 1      |
| 2020/21 | Oud-Heverlee Leuven | Eerste klasse A | 2          | 0          | 2     | 0     | 4      | 0      |
| 2021/22 | Oud-Heverlee Leuven | Eerste klasse A | 4          | 0          | 0     | 0     | 4      | 0      |
| 2022/23 | TOP Oss             | Eerste divisie  | 17         | 0          | 0     | 0     | 17     | 0      |
| 2023/24 | TOP Oss             | Eerste divisie  | 37         | 6          | 1     | 0     | 38     | 6      |
| 2024/25 | TOP Oss             | Eerste divisie  | 36         | 4          | 0     | 0     | 36     | 4      |
| TOTAAL  | TOTAAL              | TOTAAL          | 97         | 10         | 4     | 1     | 101    | 11     |

Bijgewerkt op 8 juni 2025.